# Canachites franklinii
Canachites franklinii, "franklinjärpe", är en fågelart i familjen fasanfåglar inom ordningen hönsfåglar.

## Utbredning och systematik
Fågeln förekommer i nordvästra Nordamerika och delas in i två underarter med följande utbredning:
- isleibi – Prince of Wales I och närliggande Alexander Archipelago i sydöstra Alaska
- franklinii – sydöstra Alaska och British Columbia genom norra Klippiga bergen till centrala Idaho och nordvästra Wyoming

Den betraktas oftast som underart till granjärpe (Canachites canadensis), men urskiljs sedan 2014 som egen art av Birdlife International, IUCN och Handbook of Birds of the World.

## Status
Den kategoriseras av IUCN som livskraftig.

## Namn
Fågelns vetenskapliga artnamn hedrar John Franklin (1786-1847), engelsk polarforskare och guvernörlöjtnant över Van Diemens land 1837-1843.